# Liz Redfern
Pour les articles homonymes, voir Redfern (homonymie).
Elizabeth Marie "Liz" Redfern, baronne Redfern (née le 25 septembre 1947) est une femme politique britannique conservatrice et membre de la Chambre des lords.

## Biographie
Elle est née à Winterton sous le nom d'Elizabeth Waud. Elle fréquente l'école secondaire moderne de Winterton, Lincolnshire, devenue la Winterton Comprehensive School en 1968, puis le North Lindsey College de Scunthorpe.
Elle est conseillère conservatrice au North Lincolnshire Council, lors de sa création en 1996. Elle représente le quartier central d'Axholme jusqu'en mai 2019.
Chef du North Lincolnshire Council jusqu'au 15 janvier 2017, elle est créée pair à vie prenant le titre de baronne Redfern, de l'île d'Axholme dans le comté de Lincolnshire le 7 octobre 2015.